# UMH group
«Украинский медиахолдинг» (также известен как УМХ, UMN group) — украинская медиакомпания, занимающаяся производством информационного материала для всех видов медиа, таких как: пресса, радио, интернет, телевидение. В сферу деятельности компании входят розничная торговля и полиграфия. Управляющая компания — ООО «UMH group» (укр. Український медіа холдинг).
«UMH group» управляет портфелем более, чем из 50 торговых марок с позициями на рынках интернета, радио и прессы. По состоянию на 2013 г. занимает пятнадцатую строчку в рейтинге крупнейших медиакомпаний, работающих на рынках постсоветских стран.
Главный офис управляющей компании находится в Киеве. Офис ИД «Популярная Пресса» — в Москве. Есть офисы и представительства в 43 городах Украины и России.

## История
Холдинг основан в конце 1990-х годов Борисом Ложкиным, на сегодняшний день президентом и основным акционером на базе газеты «Теленеделя». Первый номер «Теленедели» вышел в 1994 году в Харькове. За короткий период издание вышло на национальный уровень. В 1995 году газета стала выходить в Киеве, Запорожье и Днепропетровске. В 1996-м «Теленеделя» расширила географию выхода на Донецк, Одессу и Крым.
Журнал «Теленеделя» входит в десятку крупнейших печатных брендов постсоветского пространства (лидер среди изданий в нише celebrity на Украине, шестое место по объёму аудитории в СНГ) с аудиторией 5,2 млн читателей. В 1998 году начинается издание газеты «Деловая неделя», впоследствии проданной Вадиму Рабиновичу. В этом же году начинается издание газеты «Аргументы и факты — Украина». В 1999 году Борис Ложкин в партнёрстве с группой Приват приобретает у ИД «Комсомольская правда» (Россия) 6 предприятий «КП в Украине» и становится издателем газеты «Комсомольская правда в Украине». Запускаются также локальные версии «Экспресс-газеты» и «Известий». Позднее, в 2002 году в партнёрстве с Геннадием Боголюбовым создаётся полиграфическая компания «Укрполиграфмедиа» и подписывается контракт о начале вещания на Украине радиостанции «Европа плюс».
В 2000 совокупный тираж всех изданий вырастает почти до 58 млн экземпляров. В партнёрстве с братьями Суркисами создаётся газета «Команда» и радио «Киевские Ведомости». В 2001 году запускается «Взрослое радио», с которого и начинается движение компании к мультимедийности и создание одной из крупнейших радиогрупп на Украине. На сегодняшний день в управлении UMH group находятся пять сетевых («Авторадио», «Ретро FM», «Наше радио», Europa Plus, Super Radio) и две локальные («Джем FM» и «Lounge FM») радиостанции. В 2009 году Ложкин запустил на Украине «Радио Алла», российскую радиостанцию, созданную компанией Проф-Медиа совместно с Аллой Пугачёвой. С момента запуска первой радиостанции в 2001 году, UMH group стала одним из крупнейших холдингов украинского радиорынка с дневной аудиторией 4,5 млн человек.
В 2003 году UMH group выходит на российский рынок. За несколько лет российское подразделение компании — издательский дом «Популярная пресса» выстроило одну из самых широких региональных сетей, с отделениями в 30 городах. Компания входит в десятку издательских домов России и управляет восемью брендами: «Теленеделя», «Футбол», «Истории из жизни», «Успехи и поражения», «История про любовь». Средняя аудитория одного номера журналов составляет 5,4 млн человек, а общий тираж всех изданий в 2012 году составил 42,5 млн копий.
С 2006 года UMH group начинает развивать свою розничную сеть «Твоя пресса», впоследствии ставшую крупнейшей национальной сетью по продаже периодики и сопутствующих товаров.
Со второй половины 2000-х одним из главных направлений деятельности UMH является Интернет. В 2008 году UMH group приобретает треть акций популярного портала i.ua, что стало отправной точкой для нового этапа в развитии медиа-холдинга. Интернет стал одним из главных направлений бизнеса для UMH group. За пять лет медиа-холдинг достиг лидирующих позиций на Украине по аудитории и рекламным доходам в интернет. На сегодняшний день ресурсы покрывают около половины украинских интернет-пользователей, а доля группы на рынке интернет-рекламы — 29 %. По охвату аудитории UMH входит в пятёрку компаний, оперирующих на украинском рынке, среди которых международные корпорации Google, Mail.ru и Yandex. Портфель веб-проектов UMH насчитывает порядка 20 популярных ресурсов, в числе которых лидирующие проекты: korrespondent.net, bigmir.net, i.ua, football.ua. Впоследствии UMH group объединил интернет-активы с KP media и «Медиа группой Украина» в компанию United Online Ventures (i.ua, bigmir.net, tochka.net).
В 2008 году компания первой среди украинских медиакомпаний проводит частное размещение на Франкфуртской фондовой бирже, выручив $45 млн за 15 % акций и получив капитализацию в $300 млн. Эксклюзивным финансовым советником и организатором размещения акций выступила украинская инвестиционная компания Concorde Capital.
Начиная с 2010 года UMH group приобретает долю Петра Порошенко в журнале «Корреспондент» и порталах bigmir.net и korrespondent.net, заключается стратегические контракты с известными американскими издательскими домами Forbes Media и Conde Nast, предоставившими UMH group право издавать на Украине журналы Forbes (выходит с 2011-го), Vogue Ukraine (первый номер вышел в начале 2013-го).
8 марта 2014 года стало известно о том, что издательский дом Forbes отзывает лицензию на выпуск версии журнала Forbes-Украина у компании UMH Group, принадлежащей миллиардеру Сергею Курченко — одному из лиц, в отношении которого США ввели санкции в связи с событиями на Украине. Представитель Forbes сообщил о том, что издательский дом также покинул Мигель Форбс, член семьи Форбсов, который одобрил передачу лицензии на издание новому владельцу.
26 сентября 2014 года главой наблюдательного совета UMH назначена Елена Бондаренко. В конце марта 2015-го Елена Бондаренко покинула свой пост.

## Показатели деятельности
По итогам 2012 года чистая выручка составила 151,6 млн долларов, EBITDA* и чистая прибыль — 28,7 и 16,3 млн долларов соответственно.
| Год            | 2009   | 2010    | 2011    | 2012    |
| -------------- | ------ | ------- | ------- | ------- |
| Выручка        | 88 472 | 112 586 | 137 637 | 151 648 |
| EBITDA         | 6340   | 15 381  | 20 500  | 28 726  |
| Чистая прибыль | - 5087 | 1236    | 3434    | 16 336  |

## Продажа Сергею Курченко
В июне 2013 года Борис Ложкин объявил о заключении сделки по продаже 98 % акций UMH group группе компаний группой ВЕТЭК бизнесмена Сергея Курченко. Экспертная оценка суммы сделки — $450–500 миллионов. По оценке Forbes.ua, продажа UMH group вошла в ТОП-10 крупнейших M&A-сделок первого полугодия 2013 года. UMH group занимает четвёртую позицию в общем списке.
Партнёр юридической компании «Ващенко, Бугай и партнёры» Денис Бугай сообщил, что сделку по продаже UMH Group обслуживали более 30 юристов из трёх украинских юридических компаний, а также — зарубежных и, в том числе escrow-агентство. «Сделка заключена согласно английскому праву и полностью отвечает европейским стандартам» .
Сделку планировалось завершить в марте 2014 года, однако в начале ноября 2013-го Борис Ложкин объявил о досрочном закрытии сделки по продаже компании ВЕТЭК 99,9 % акций UMH group. Все финансовые обязательства по сделке были полностью выполнены. По словам Бориса Ложкина, «акционеры UMH group и партнёры удовлетворены результатами сделки»
.

## Переход под контроль АРМА
В сентябре 2019 года Печерский суд Киева передал медиахолдинг в распоряжение Национального агентства по вопросам выявления, розыска и управления активами, полученными от коррупционных и других преступлений (АРМА), так как компания находится под арестом в уголовном деле против команды бывшего президента Виктора Януковича.
В дальнейшем АРМА объявило о планах передать УМХ в управление частной компании. По условиям конкурса новый владелец должен иметь опыт в управлении интернет-СМИ, радиостанциями и печатными изданиями, быть готовым вести судебные процессы против Национального совета по вопросам теле и радиовещания, спрогнозировать доходы холдинга и гарантировать уплату его налогов из собственных средств. Претенденты подпадали под ограничения антимонопольного комитета Украины.
В сделку вошли радиостанции «Голос столицы», Lounge FM, Radio Next, «Авторадио», «Ретро ФМ»; юридические лица сайтов Bigmir.net, I.ua, Tochka.net; издательский дом УМХ и издания «Теленеделя», «Аргументы и факты в Украине», «КП в Украине», «Корреспондент», «Деньги.ua», «Команда», «За рулём»; типография «Укрполиграфмедиа», несколько рекламных агентств и сейлзхаусов, сеть распространителей прессы (в том числе «Твоя пресса»). В сделку не вошли ряд активов УМХ, оформленные на другие юридические лица (Gloss.ua, Food&Mood, I&Running, MPort, Bike&Me, журналы «Футбол», «Корреспондент», «Архидея», TV.ua, Smak.ua, iSport.ua, Kolobok.ua, vgorode) и поменявшие владельцев («Наше радио» и «Радио Пятница»).
По состоянию на июль 2020 года существовало семь претендентов на УМХ, среди них — 1+1 Медиа.

## Структура
Интернет:
- Korrespondent.net
- Football.ua
- Bigmir)net
- I.ua
- Tochka.net
- Dengi.ua
- KP.ua
- kolobok.ua
- Aif.ua
- Tv.ua
- vgorode.ua
- iSport.ua
- Gloss.ua
- Smak.ua

Радиостанции:
- Авторадио
- NRJ UA
- Lounge FM
- Джем FM
- Радио Пятница

Издательский бизнес:
- Корреспондент
- Теленеделя
- Футбол
- Комсомольская правда в Украине
- Аргументы и факты
- За рулём

### Бывшие активы
- Наше Радио (в феврале 2020 года перешла под управление ТАВР Медиа)
- Голос столицы (в январе 2020 года на её чистоте начала вещать Lounge FM)
- Ретро FM

## Общественная деятельность
С 2014 является членом Федерации работодателей медийной отрасли Украины, представляющей интересы владельцев кино- и телерадиокомпаний, издательских, рекламных, звукозаписывающих компаний, информационных агентств и компаний, обеспечивающих деятельность информационных WEB-порталов.

## Ссылка
- umh.ua — официальный сайт UMH group